# Undibacterium aquatile
Undibacterium aquatile es una bacteria gramnegativa del género Undibacterium. Fue descrita en el año 2015. Su etimología hace referencia a agua. Es aerobia y móvil por flagelo polar. Forma colonias circulares y de color rosa oscuro en agar R2A. También crece en agar NA, pero no en TSA, LB ni MacConkey. Temperatura de crecimiento entre 4-30 °C, óptima de 18-28 °C. Catalasa y oxidasa positivas. Tiene un contenido de G+C de 57,4%. Se ha aislado de una cascada en Daejeon, Corea del Sur. 